# 大金站
大金站（日语：／ Ōgane eki */?）是位於日本栃木縣那須烏山市大金的東日本旅客鐵道（JR東日本）烏山線鐵道車站。此站為烏山線唯一可進行列車交會的中途站。

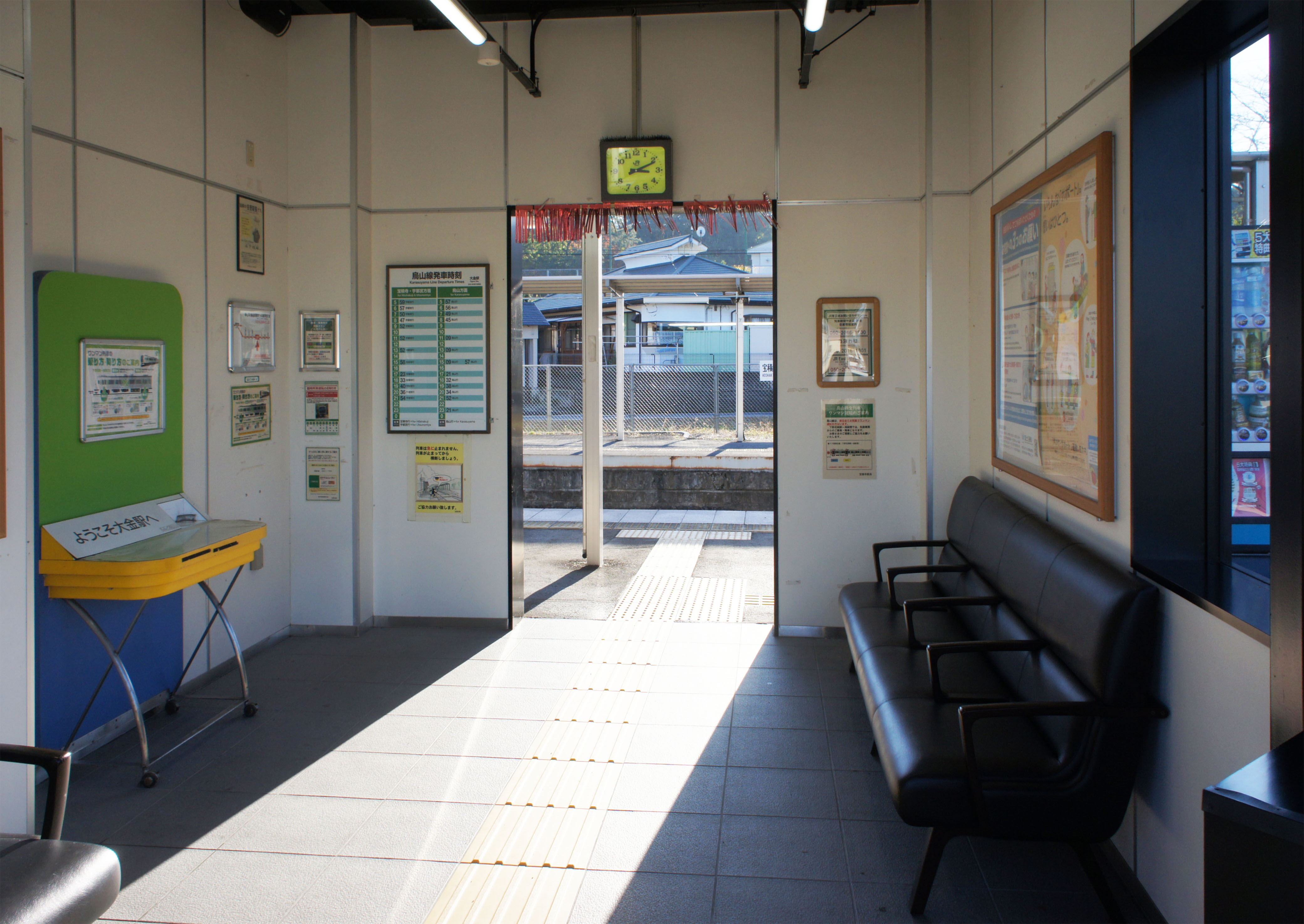
車站內部（2021年10月）

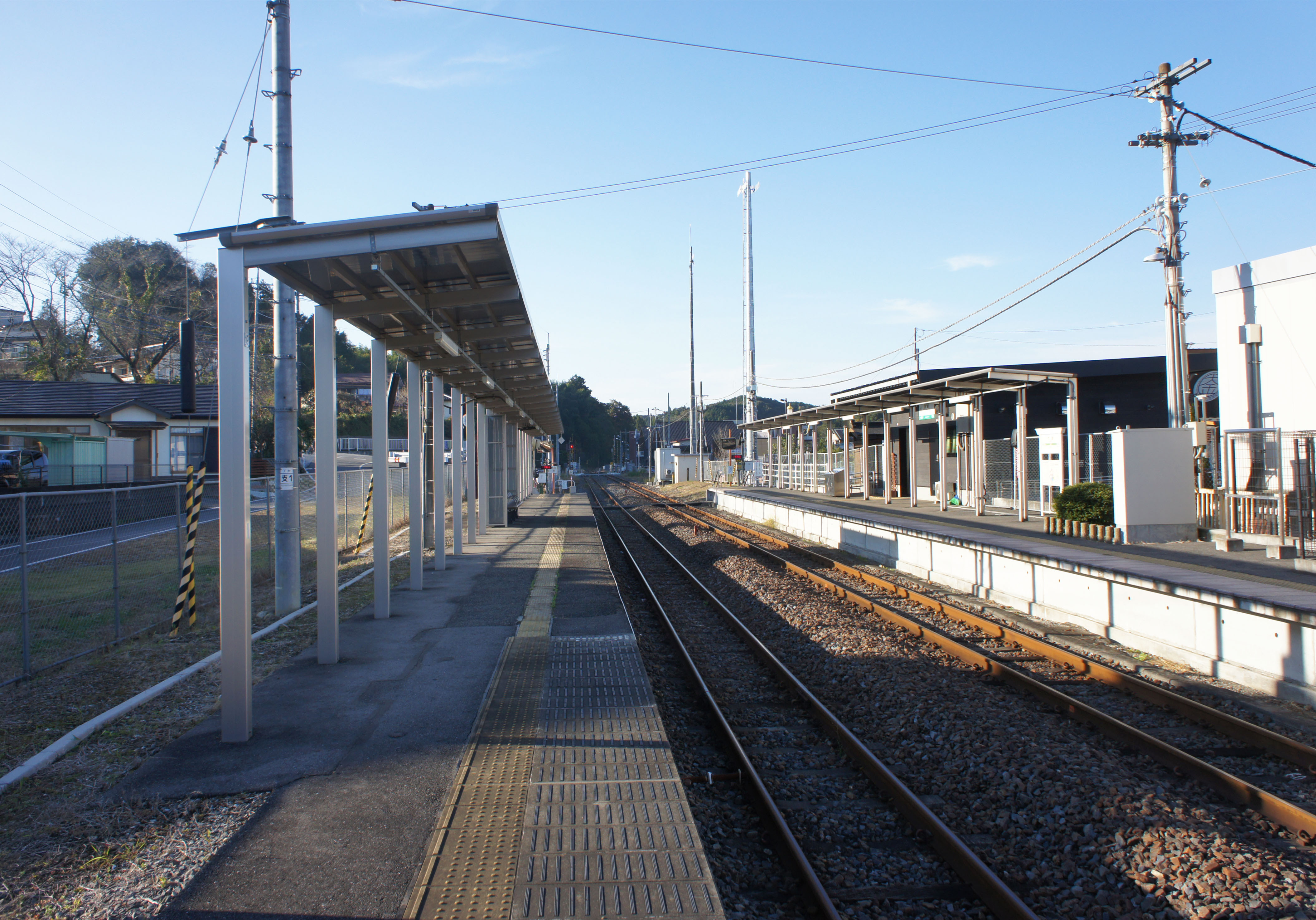
月台（2021年10月）

## 車站構造

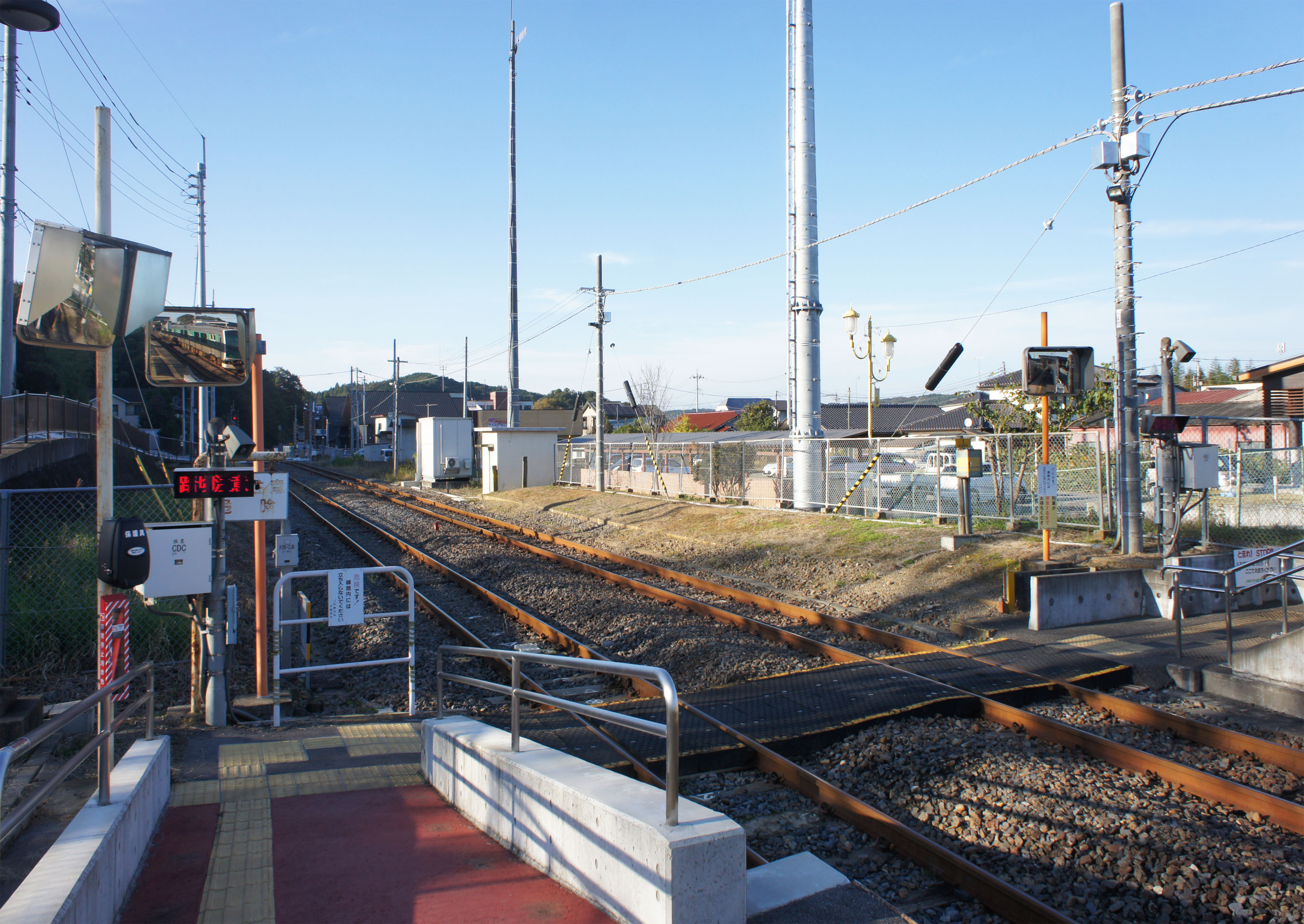
平交道（2021年10月）

本站為相對式月台2面2線的地面車站。

### 月台配置
| 月台 | 路線    | 目的地                     |
| ---- | ------- | -------------------------- |
| 1    | ■烏山線 | 烏山方向                   |
| 2    | ■烏山線 | 仁井田、寶積寺、宇都宮方向 |

（來源：JR東日本:車站構內圖 （页面存档备份，存于））

## 使用情況
根據JR東日本，2000年度（平成12年度）－2012年度（平成24年度）1日平均上車人次推移如下表。
| 上車人次推移       | 上車人次推移     | 上車人次推移    |
| 年度               | 1日平均 上車人次 | 來源            |
| ------------------ | ---------------- | --------------- |
| 2000年（平成12年） | 409              | [ 利用客数 1 ]  |
| 2001年（平成13年） | 405              | [ 利用客数 2 ]  |
| 2002年（平成14年） | 408              | [ 利用客数 3 ]  |
| 2003年（平成15年） | 401              | [ 利用客数 4 ]  |
| 2004年（平成16年） | 382              | [ 利用客数 5 ]  |
| 2005年（平成17年） | 385              | [ 利用客数 6 ]  |
| 2006年（平成18年） | 379              | [ 利用客数 7 ]  |
| 2007年（平成19年） | 377              | [ 利用客数 8 ]  |
| 2008年（平成20年） | 382              | [ 利用客数 9 ]  |
| 2009年（平成21年） | 351              | [ 利用客数 10 ] |
| 2010年（平成22年） | 343              | [ 利用客数 11 ] |
| 2011年（平成23年） | 322              | [ 利用客数 12 ] |
| 2012年（平成24年） | 300              | [ 利用客数 13 ] |

## 車站周邊
- 那須烏山市役所南那須廳舎（舊南那須町役場）
- 大金溫泉
- 南那須郵便局
- 烏山消防署南那須分署
- 栃木縣道10號宇都宮那須烏山線
- 栃木縣道233號小川大金停車場線
- 那須烏山警察署田野倉駐在所
- 荒川

## 历史
- 1923年（大正12年）4月15日 - 開業。
- 1987年（昭和62年）4月1日 - 國鐵分割民營化，成為東日本旅客鐵道車站。
- 2008年（平成20年）2月29日 - 綠色窗口停止營業。
- 2013年（平成24年）8月1日 - 取消站員駐守，並拆除自動售票機，變為無人站，由寶積寺站管理。
- 2014年（平成25年）3月15日 - 新站房完工啟用[2]。

## 相鄰車站
東日本旅客鐵道
■ 烏山線
鴻野山－大金－小塙

### 使用情況
1. ↑  . 東日本旅客鉄道.   [2019-03-03]. （原始内容存档于2019-04-02）.
2. ↑  . 東日本旅客鉄道.   [2019-03-03]. （原始内容存档于2019-02-22）.
3. ↑  . 東日本旅客鉄道.   [2019-03-03]. （原始内容存档于2019-04-02）.
4. ↑  . 東日本旅客鉄道.   [2019-03-03]. （原始内容存档于2019-03-27）.
5. ↑  . 東日本旅客鉄道.   [2019-03-03]. （原始内容存档于2019-02-23）.
6. ↑  . 東日本旅客鉄道.   [2019-03-03]. （原始内容存档于2019-04-02）.
7. ↑  . 東日本旅客鉄道.   [2019-03-03]. （原始内容存档于2019-04-02）.
8. ↑  . 東日本旅客鉄道.   [2019-03-03]. （原始内容存档于2019-04-02）.
9. ↑  . 東日本旅客鉄道.   [2019-03-03]. （原始内容存档于2019-02-22）.
10. ↑  . 東日本旅客鉄道.   [2019-03-03]. （原始内容存档于2019-04-02）.
11. ↑  . 東日本旅客鉄道.   [2019-03-03]. （原始内容存档于2019-04-02）.
12. ↑  . 東日本旅客鉄道.   [2019-03-03]. （原始内容存档于2019-04-02）.
13. ↑  . 東日本旅客鉄道.   [2019-03-03]. （原始内容存档于2019-03-27）.

## 外部連結
- 車站資訊（大金）：東日本旅客鐵道

36°39′23.17″N 140°5′44.43″E / 36.6564361°N 140.0956750°E